# Dirndl

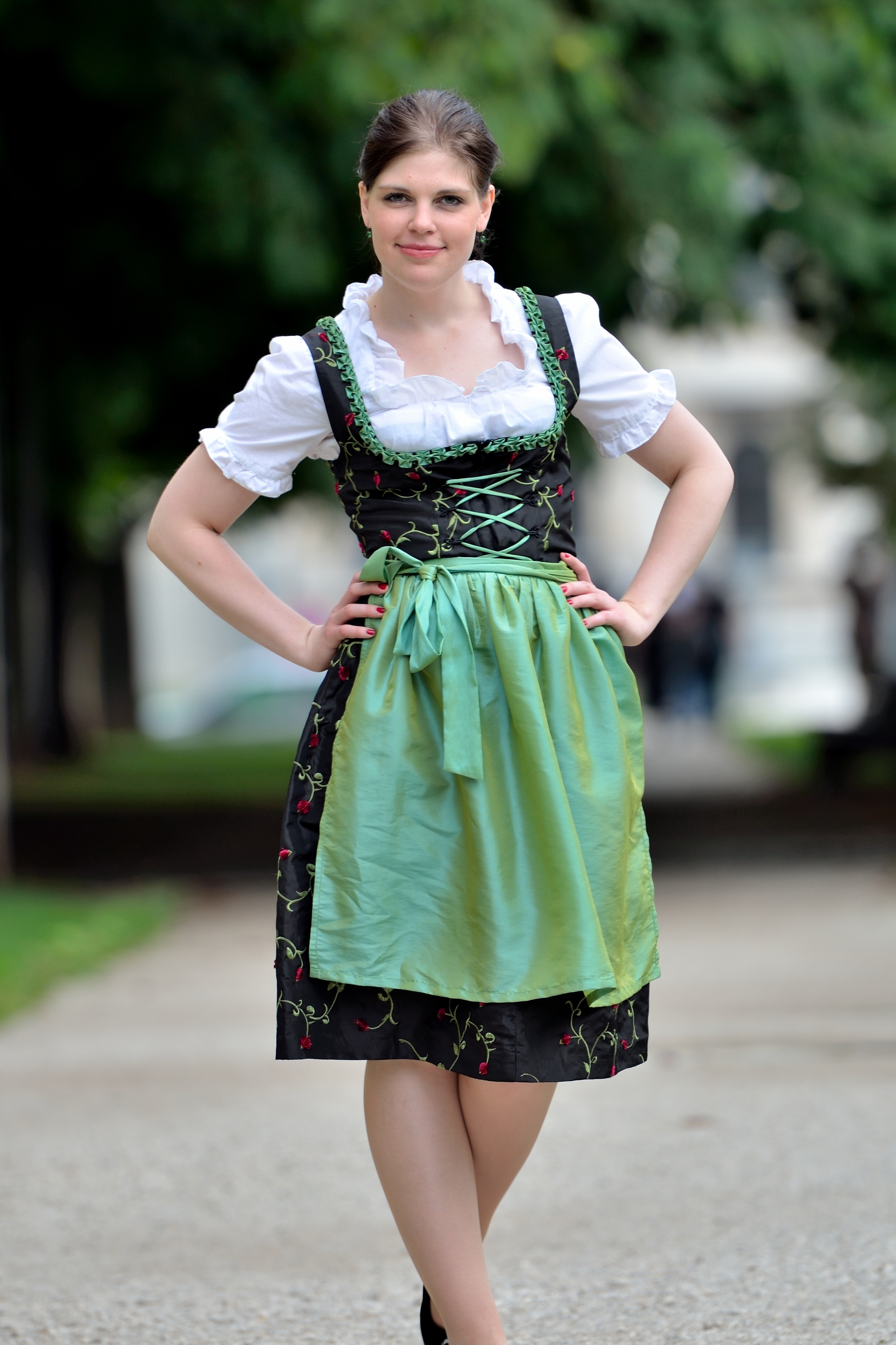
Femme portant un dirndl.

Le dirndl (bavarois ; du vieux haut allemand : diorna, « fille ») est une robe typique basée sur le vêtement traditionnel des paysannes des Alpes. Elle est portée dans plusieurs pays voisins : le sud de l'Allemagne (particulièrement en Bavière), l'Autriche, la Suisse et le nord de l'Italie (Tyrol du Sud). 
Le dirndl est composé d'un corsage, d'un corselet, d'une jupe ample et d'un tablier. Il peut être accompagné d'un gilet et d'un châle en laine.

## Historique
Créé dans les années 1870, le costume faisait initialement partie du concept de villégiature, réalisé par une classe sociale privilégiée, et devint finalement un symbole de l'atmosphère des pays alpins (aussi appelé leibegwand[Information douteuse]). Introduit sous forme d'une robe d'été polyvalente, il a été largement diffusé dans les pays germanophones au début du XXe siècle.
Aujourd'hui le vêtement est souvent porté les jours de fête (notamment l'Oktoberfest à Munich) ou de kermesse. En Suisse, le dirndl se porte généralement pour certaines représentations et chants folkloriques (yodel).
L'emplacement du nœud qui tient le tablier est un indicateur du statut de la relation de la femme qui porte le dirndl : à droite la femme est mariée, à gauche la femme est célibataire, au milieu signifie que cela ne regarde pas les autres, dans le dos pour les veuves, serveuses et les très jeunes.
La poste autrichienne édite en 2016 un timbre tissé reprenant la forme du dirndl.
Des couturiers conçoivent des dirndl de luxe tels que Kinga Mathe.